# برایان بولز
برایان بولز (انگلیسی: Brian Bowles؛ زادهٔ ۲۲ ژوئن ۱۹۸۰) ورزشکار هنرهای رزمی ترکیبی اهل ایالات متحده آمریکا است. وی بین سال‌های ۲۰۰۶ تا ۲۰۱۳ میلادی فعالیت می‌کرد.